# Mocsári teknős

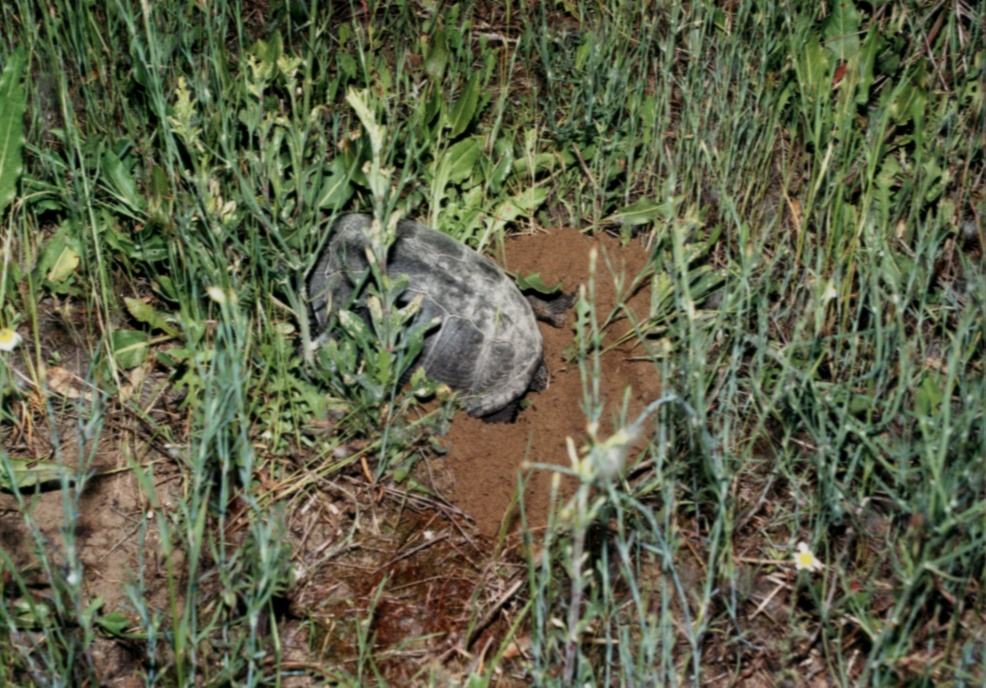
Tojást rakó teknős

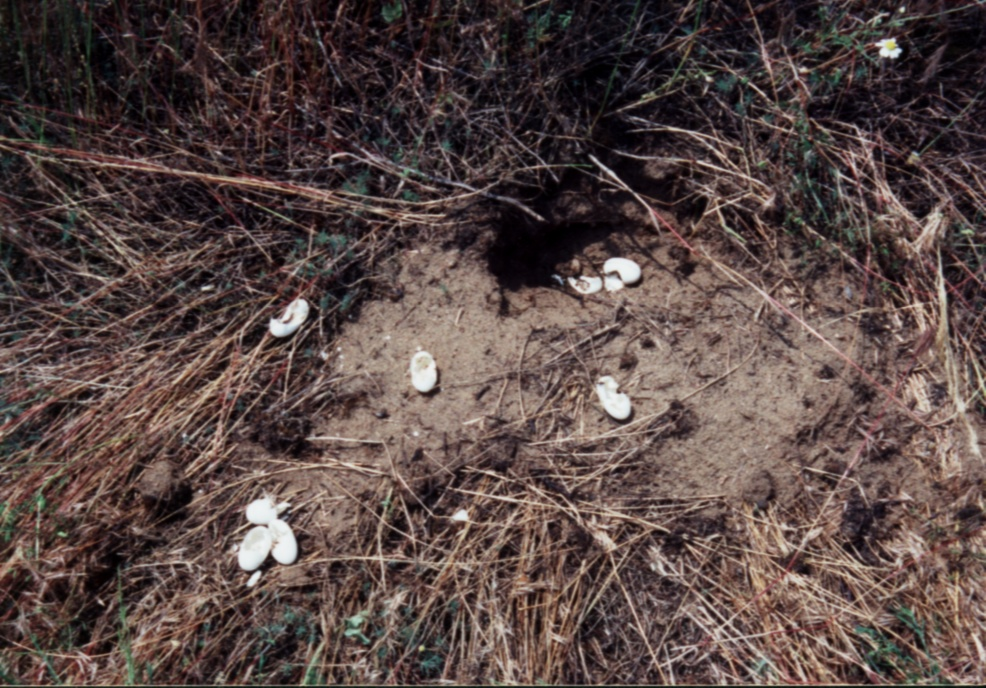
A teknősfészkeket gyakran kiássák és tartalmukat elfogyasztják különféle ragadozók, elsősorban a rókák

A mocsári teknős (Emys orbicularis) a teknősök (Testudines) rendjébe és a mocsáriteknős-félék (Emydidae) családjába tartozó faj. Elterjedési területe Eurázsia, Magyarország egyetlen őshonos teknősféléje, amely mára viszonylag komoly veszélynek van kitéve a betelepített vörösfülű ékszerteknős agresszív szaporodása következtében. Emiatt mérsékelten fenyegetett fajnak számít.

## Előfordulása
A mocsári teknős Dél- és Kelet-Európa nagy részén, Marokkóban, a Fekete-tenger anatóliai partvidéke mentén, a Kaszpi-tenger vidékén, keleten egészen az Aral-tóig előfordul. Kedveli a sekély, iszapos síkvidéki állóvizeket. Európában ez a legészakibb, nagy területen elterjedt teknősfaj; a teknősök egyetlen, a Kárpát-medencében is honos faja.
Magyarországon elsősorban a síkvidékek iszapos álló- vagy lassan folydogáló vizeiben él. Kedveli a napsütötte, sűrűn benőtt erdei tavakat és a ligeterdőkkel szegélyezett holtágakat. Csak víz közelében él meg.

## Megjelenése
A faj ovális, hátrafelé szélesedő, 12-38 centiméter hosszú hátpáncélja és bőre zöldes- vagy barnásfekete, amit sárga vagy sárgásfehér pettyek vagy csíkok tarkítanak. A világosbarna haspáncélt gyakran sötét foltok tarkítják – a hímeké homorú, a nőstényeké lapos. A pajzsoknak szegélye olykor fekete. Hátpáncélján (a fiatalabb egyedeket kivéve) nincs taraj. A hímek szivárványhártyája vörösesbarna vagy narancsszínű, a nőstényeké fehér vagy sárgás.

## Életmódja
Márciustól októberig-novemberig főleg a reggeli és az esti órákban aktív. Telelni az iszapba vagy a parti fövenybe ássa be magát – ha erre nincs mód, a jégpáncél alatt kerül nyugalmi állapotba. Az életfenntartáshoz szükséges oxigént, szája és garatja nyálkahártyáján, illetve a végbélzacskók hajszálerein szívja fel. Az időjárástól függően március-áprilisban aktiválódik.
A fiatalok szeptember elején, vagy (ha a nyár nem volt elég meleg) a következő tavasszal kelnek ki, és azonnal megindulnak a víz felé.
Szeret a vízből kiálló tuskókon, köveken pihenni. Nagyon jól úszik.
Nyáron csak a tojásrakó nőstények távolodnak el a víztől, különben legfeljebb a partig, vagy valamilyen vízből kiemelkedő tárgyra merészkednek ki. Táplálékuk is vízi eredetű: különféle ízeltlábúak, kétéltűek, puhatestűek és férgek kifejlett és lárvaállapotú egyedeit, dögöket fogyaszt. A halak közül csak a beteg példányokat képes elfogni. A zsákmányt éles csőrkáváik segítségével darabolják fel.

## Védettsége
A mocsári teknőst szerte Európában visszaszorítja a gyorsan terjeszkedő vetélytársa, a vörösfülű ékszerteknős. Állományát csökkenti a vizes élőhelyek szennyezése és pusztulása is. A kifejlett példányokat páncéljuk védi, de a kicsinyeket és a tojásokat sokszor felfalják a ragadozók.
A magyarországi teknősállomány egyelőre stabil, de elkezdték felmérését, hogy adott esetben hatékonyan védhessék. Mint minden kétéltű és hüllő, Magyarországon ez a faj is védett, természetvédelmi értéke 50 000 Ft.